# Yamhill (Oregon)
Yamhill – miasto w Stanach Zjednoczonych, w stanie Oregon, w hrabstwie Yamhill.